# 普约主教座堂
普约主教座堂，又名玫瑰圣母主教座堂，是位于南美洲国家厄瓜多尔帕斯塔萨省首府普约的一座天主教主教座堂。
该教堂遵循罗马礼以及拉丁礼，是天主教普约宗座代牧区（Apostolicus Vicariatus puyoensis）的主教座堂。该教区于1964年由教宗保禄六世创立天主教宗座监牧区（Apostolica praefectura），1976年开始使用现名。
该教堂建造历时四年，并于1972年5月10日由建筑师雷纳尔多·弗洛雷斯（Reinaldo Flores）设计并举行了落成仪式。它的名字表明了这座教堂是为了献给圣母玛利亚的玫瑰圣母的称谓。彩色玻璃上的美洲修女图案是这座教堂的亮点。